# Discografia degli Ofenbach
La discografia degli Ofenbach, duo musicale francese composto da Dorian Lauduique e César De Rummel, è costituita da un album in studio, un EP, ventitré singoli e quindici video musicali, pubblicati dal 2015.

## Album in studio
| Anno | Titolo | Classifiche | Classifiche | Classifiche | Certificazioni |
| Anno | Titolo | FRA         | BEL (WA)    | SWI         | Certificazioni |
| ---- | --- | ----------- | ----------- | ----------- | -------------- |
| 2022 | I - Pubblicato: 4 novembre 2022 - Etichetta: Ofenbach Music, Warner, Elektra - Formati: LP, digital download, streaming | 61          | 140         | 93          | - FRA: Oro     |

## Extended play
| Anno | Titolo | Classifiche | Certificazioni |
| Anno | Titolo | FRA         | Certificazioni |
| ---- | --- | ----------- | -------------- |
| 2019 | Ofenbach - Pubblicato: 12 aprile 2019 - Etichetta: Ofenbach Music - Formati: CD, LP, digital download, streaming | 85          | - FRA: Oro     |

## Singoli
| Anno                                                                  | Titolo                                                                   | Classifiche | Classifiche | Classifiche | Classifiche | Classifiche | Classifiche | Classifiche | Classifiche | Classifiche | Certificazioni | Album di provenienza |
| Anno                                                                  | Titolo                                                                   | FRA         | AUT         | BEL (WA)    | CAN         | GER         | ITA         | NLD         | POL         | SWI         | Certificazioni | Album di provenienza |
| --------------------------------------------------------------------- | ------------------------------------------------------------------------ | ----------- | ----------- | ----------- | ----------- | ----------- | ----------- | ----------- | ----------- | ----------- | --- | -------------------- |
| 2015                                                                  | What I Want (con Karlk)                                                  | —           | —           | —           | —           | —           | —           | —           | —           | —           | | /                    |
| 2015                                                                  | You Don't Know Me (feat. Brodie Barclay)                                 | —           | —           | —           | —           | —           | —           | —           | —           | —           | | /                    |
| 2016                                                                  | Be Mine                                                                  | 7           | 4           | 15          | 97          | 11          | 7           | —           | 3           | 6           | - FRA: Diamante - BEL: Oro - GER: Oro (3) - ITA: Platino (4) - AUT: Platino - SWI: Platino (2) - CAN: Platino - POL: Platino (3) | /                    |
| 2017                                                                  | Katchi (feat. Nick Waterhouse)                                           | 9           | 5           | 12          | —           | 9           | 19          | —           | 5           | 6           | - FRA: Diamante - GER: Platino - ITA: Platino - AUT: Platino - SWI: Platino - CAN: Oro - POL: Platino (3)                        | /                    |
| 2018                                                                  | Party (con Lack of Afro feat. Wax e Herbal T)                            | 57          | —           | —           | —           | —           | —           | —           | 12          | —           | | /                    |
| 2018                                                                  | Paradise (feat. Benjamin Ingrosso)                                       | 36          | —           | 8           | —           | —           | —           | —           | 9           | —           | - FRA: Platino - POL: Oro | Ofenbach             |
| 2019                                                                  | Rock It                                                                  | 117         | —           | —           | —           | —           | —           | —           | —           | —           | - FRA: Oro | Ofenbach             |
| 2019                                                                  | Insane                                                                   | —           | —           | —           | —           | —           | —           | —           | —           | —           | | /                    |
| 2020                                                                  | Head Shoulders Knees & Toes (con i Quarterhead feat. Norma Jean Martine) | 20          | 3           | 7           | —           | 6           | 99          | 7           | 1           | 6           | - FRA: Diamante - BEL: Platino - GER: Oro (3) - ITA: Platino - AUT: Platino (3) - CAN: Oro - POL: Platino (3)                    | I                    |
| 2021                                                                  | Wasted Love (feat. Lagique)                                              | 24          | 19          | 4           | —           | 12          | 65          | 23          | 1           | 13          | - FRA: Diamante - GER: Platino - ITA: Platino - AUT: Platino - CAN: Oro - NLD: Platino - POL: Platino                            | I                    |
| 2021                                                                  | Call Me Papi (con Feder feat. Dawty Music)                               | 179         | —           | —           | —           | —           | —           | —           | —           | —           | | /                    |
| 2021                                                                  | Hurricane (con Ella Henderson)                                           | 58          | —           | 18          | —           | —           | —           | 43          | 4           | —           | - FRA: Platino - AUT: Oro - POL: Platino                                                                                         | I                    |
| 2021                                                                  | On My Shoulders (con i Dubdogz)                                          | —           | —           | —           | —           | —           | —           | —           | —           | —           | | /                    |
| 2022                                                                  | 4U                                                                       | 93          | —           | 50          | —           | —           | —           | —           | —           | —           | - FRA: Oro | I                    |
| 2022                                                                  | Love Me Now (feat. Fast Boy)                                             | 135         | 41          | —           | —           | —           | —           | —           | —           | —           | - FRA: Oro | I                    |
| 2022                                                                  | Dip It Low (con Fabich)                                                  | —           | —           | —           | —           | —           | —           | —           | —           | —           | | /                    |
| 2022                                                                  | I Ain't Got No Worries (con R3hab)                                       | —           | —           | —           | —           | —           | —           | —           | —           | —           | | I                    |
| 2023                                                                  | Body Talk (con Svea Kågemark)                                            | 107         | —           | 15          | —           | —           | —           | —           | —           | —           | - FRA: Oro | /                    |
| 2023                                                                  | Can't Forget You (con James Carter feat. James Blunt)                    | —           | —           | —           | —           | —           | —           | —           | —           | —           | | /                    |
| 2023                                                                  | On the Floor (con Hola!)                                                 | —           | —           | —           | —           | —           | —           | —           | —           | —           | | /                    |
| 2023                                                                  | Overdrive (feat. Norma Jean Martine)                                     | 18          | 6           | 4           | —           | 5           | —           | 9           | 1           | 8           | - FRA: Diamante - GER: Oro - ITA: Oro - AUT: Platino - SWI: Platino (2) - NLD: Platino - POL: Platino (4)                        | /                    |
| 2024                                                                  | Over You (feat. Justin Jesso)                                            | —           | —           | —           | —           | —           | —           | —           | —           | —           | | /                    |
| 2025                                                                  | Need You the Most                                                        | —           | —           | —           | —           | —           | —           | —           | —           | —           | | /                    |
| "—" indica una pubblicazione che non si è classificata in quel Paese. |                                                                          |             |             |             |             |             |             |             |             |             | |                      |

## Remix
| Anno | Titolo                | Artista                        | Album di provenienza                    |
| ---- | --------------------- | ------------------------------ | --------------------------------------- |
| 2014 | Pata Pata             | Miriam Makeba                  | Pata Pata                               |
| 2014 | Under the Sun         | Andreas Moe                    | /                                       |
| 2014 | Hold Back the River   | James Bay                      | Chaos and the Calm                      |
| 2015 | Come to Me            | Lily & Madeleine               | Lily & Madeleine                        |
| 2016 | We Just Need a Little | Shem Thomas                    | /                                       |
| 2017 | Feel It Still         | Portugal. The Man              | Woodstock                               |
| 2017 | OK                    | Robin Schulz feat. James Blunt | Uncovered                               |
| 2017 | Love Me Better        | James Blunt                    | The Afterlove                           |
| 2018 | Solo                  | Clean Bandit feat. Demi Lovato | What Is Love? (Japanese Edition)        |
| 2019 | Fuck, I'm Lonely      | Lauv e Anne-Marie              | How I'm Feeling                         |
| 2020 | Head & Heart          | Joel Corry feat. MNEK          | Four for the Floor Another Friday Night |
| 2020 | All We Got            | Robin Schulz feat. Kiddo       | IIII                                    |
| 2021 | Physical              | Dua Lipa                       | Future Nostalgia                        |
| 2021 | Starstruck            | Years & Years                  | Night Call                              |
| 2021 | Shivers               | Ed Sheeran                     | =                                       |
| 2022 | Easy                  | Aidan Martin                   | /                                       |
| 2022 | Let Somebody Go       | Coldplay e Selena Gomez        | Music of the Spheres                    |
| 2023 | Real Life             | Xin Liu                        | /                                       |
| 2024 | Dance Alone           | Sia e Kylie Minogue            | Reasonable Woman Tension II             |

## Video musicali
| Anno | Titolo            | Regista/i             |
| ---- | ----------------- | --------------------- |
| 2015 | You Don't Know Me | Daylight Productions  |
| 2016 | Be Mine           | Richard F.Coelho      |
| 2017 | Katchi            | Alejo Restrepo        |
| 2018 | Party             | Ben & Seb             |
| 2018 | Paradise          | Alejo Restrepo        |
| 2019 | Rock It           | Sébastien Tulard      |
| 2019 | Insane            | Sébastien Tulard      |
| 2021 | Wasted Love       | Franck Trozzo Kazagui |
| 2021 | Call Me Papi      | Fred De Pontcharra    |
| 2021 | Hurricane         | Rosemary              |
| 2022 | Love Me Now       | Amaro Shake           |
| 2023 | Body Talk         | Amaro Shake           |
| 2023 | Overdrive         | Franck Trozzo Kazagui |
| 2024 | Over You          | Akim Laouar Aronsen   |
| 2025 | Need You the Most | Quentin Auger         |